# Radovan Tavzes
Radovan Tavzes, slovenski politik in fizik, * 1946.
Po izobrazbi je magister fizike. Med 25. marcem 1993 in 16. junijem 2000 ter med 8. decembrom 2000 in 22. avgustom 2004 je bil državni sekretar Republike Slovenije na Ministrstvu za okolje, prostor in energijo Republike Slovenije. Med 23. avgustom 2004 in 28. februarjem 2008 je bil generalni direktor Direktorata za okolje na Ministrstvu za okolje in prostor Republike Slovenije. Pred tem je bil vodja Odseka za energetiko in vodenje procesov na Institutu Jožef Stefan, na inštitutu se je ukvarjal tudi s fiziko plazme.
S sodelavci je leta 1981 in 1983 prejel nagrado za iznajdbe in tehnične izboljšave, ki jih je podeljeval Sklad Borisa Kidriča.